# Provincia de Nueva Galicia
La provincia de Nueva Galicia o Xalisco (Casa de Austria), era parte del Reino de Nueva Galicia desde principios del siglo XVI, hasta convertirse en la Intendencia de Guadalajara en 1786 dentro del Virreinato de la Nueva España. Son los actuales territorios de Jalisco y Aguascalientes.